# Torralba de Ribota
Torralba de Ribota ist ein nordspanischer Ort und eine Gemeinde (municipio) mit 169 Einwohnern (Stand: 2024) im Westen der Provinz Saragossa und der Autonomen Region Aragonien. Der Ort gehört zur bevölkerungsarmen Serranía Celtibérica.

## Lage und Klima
Torralba de Ribota liegt etwa 75 Kilometer (Luftlinie) westsüdwestlich von Saragossa in einer Höhe von 625 m am Ribota.
Das Klima ist gemäßigt bis warm; der eher spärliche Regen (ca. 447 mm/Jahr) fällt mit Ausnahme der eher trockenen Sommermonate übers Jahr verteilt.

## Bevölkerungsentwicklung
| Jahr      | 1970 | 1981 | 1991 | 2001 | 2011 | 2021 |
| Einwohner | 392  | 292  | 251  | 211  | 202  | 163  |

Die Mechanisierung der Landwirtschaft, die Aufgabe bäuerlicher Kleinbetriebe und der damit verbundene Verlust von Arbeitsplätzen führten seit der Mitte des 20. Jahrhunderts zu einem deutlichen Rückgang der Bevölkerung (Landflucht).

## Sehenswürdigkeiten
- Kirche San Félix Mártir, 1367 bis 1420 erbaut
- Kapelle San Sebastian
- der Weiße Turm (Torre Alba)

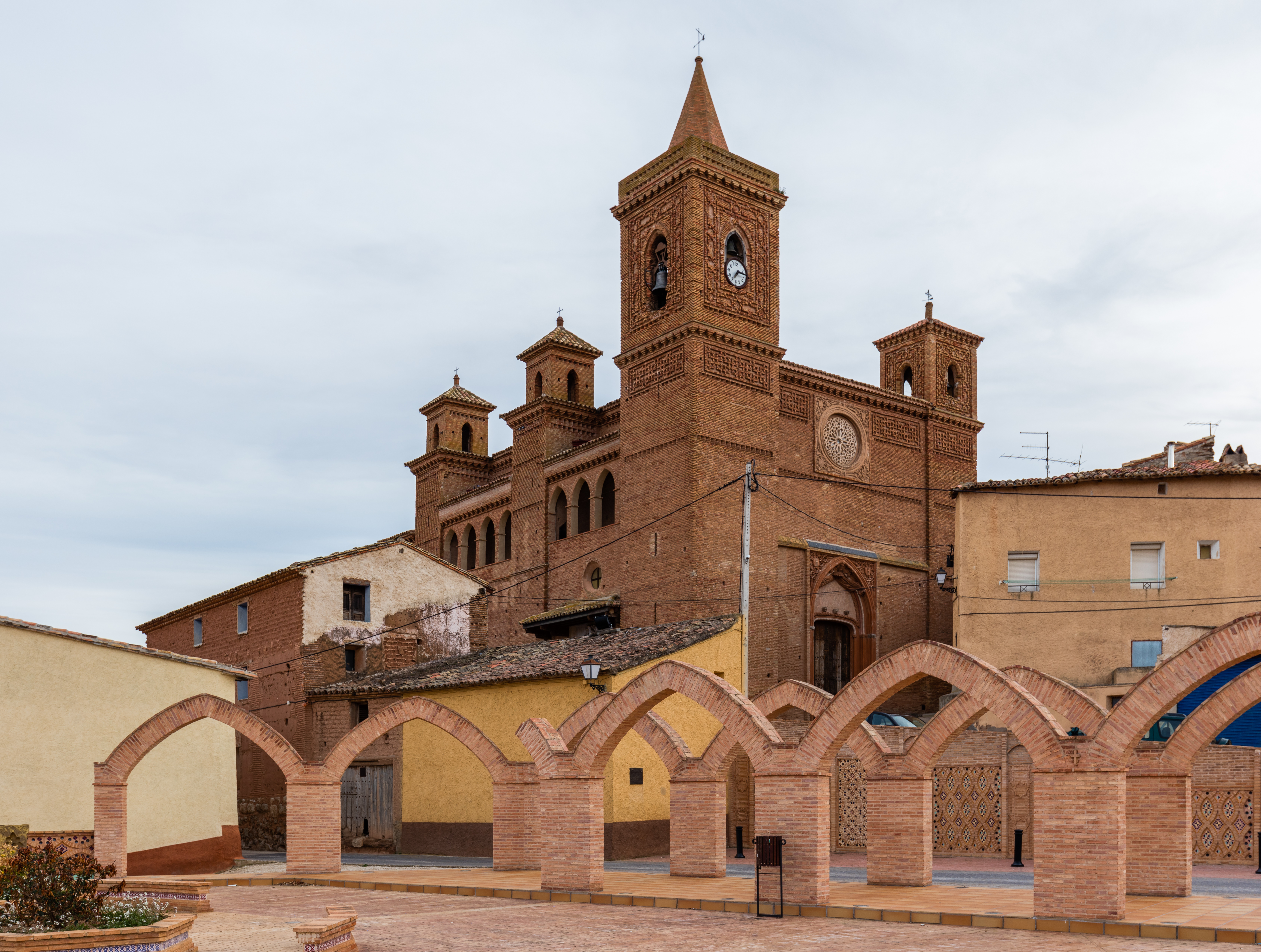
Kirche San Félix
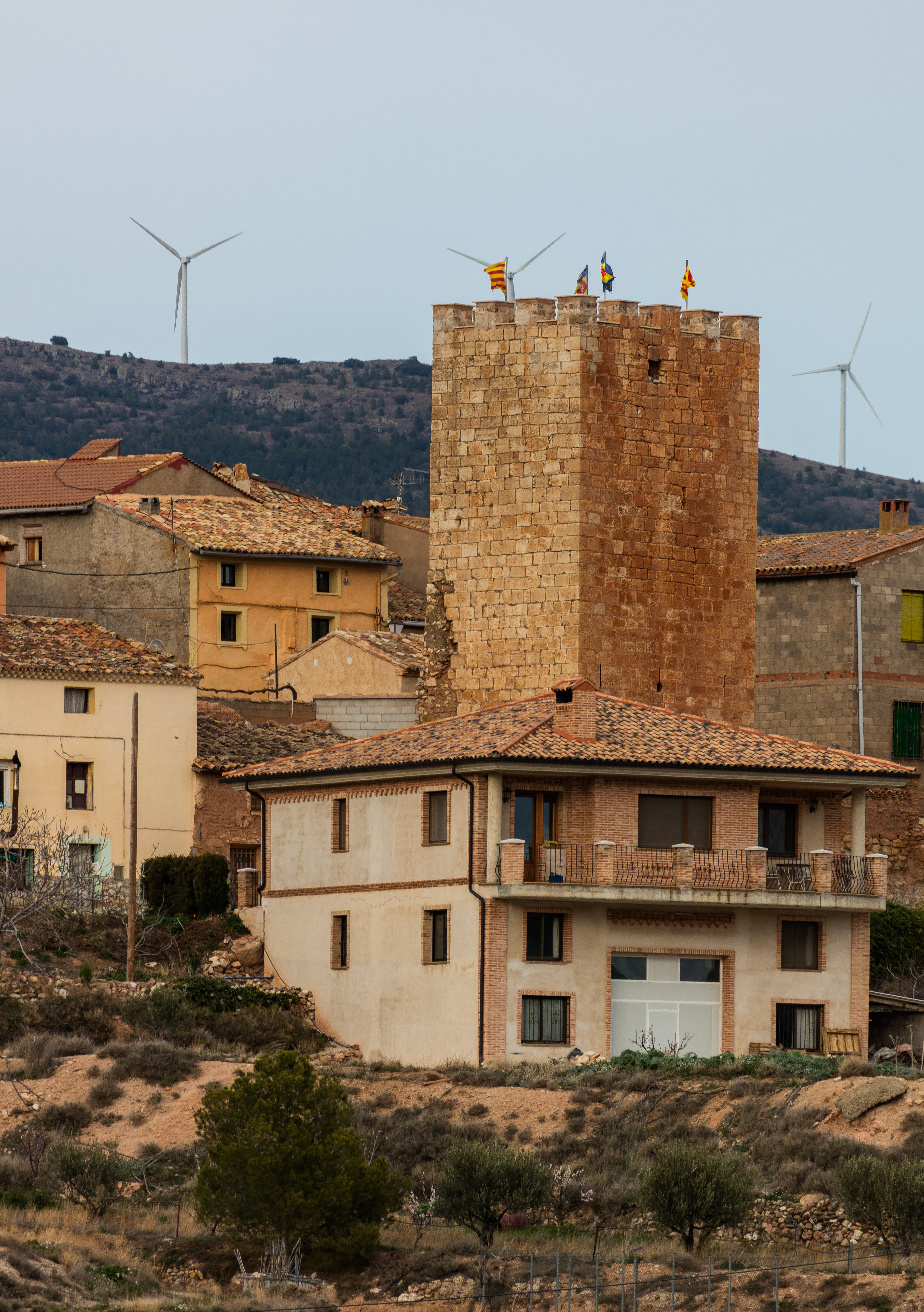
Turm von Torralba